# Forte de Nossa Senhora da Conceição (Horta)
O Forte de Nossa Senhora da Conceição, também referido como Forte da Conceição e Forte da Lagoa, localizava-se na freguesia da Conceição, concelho da Horta, na ilha do Faial, nos Açores.
Em posição dominante sobre este trecho do litoral, constituiu-se em uma fortificação destinada à defesa deste ancoradouro contra os ataques de piratas e corsários, outrora frequentes nesta região do oceano Atlântico.

## História
No contexto da Dinastia Filipina, o desembargador Manuel Correia Borba, quando esteve em correição na Horta em Julho de 1621, considerou que esta baía estava muito aberta e sem nenhuma defesa fixa, pelo que, com o parecer dos oficiais da Câmara Municipal, "mandou se fizesse um baluarte de terra e canas" (faxina) no montículo de João Silveira, assim para daí se defender com algumas peças de artilharia. Esse foi o embrião do chamado forte da Alagoa.
No contexto da Guerra da Sucessão Espanhola (1702-1714) encontra-se referido como "O Forte de Nossa Senhora da Conceiçam da Alagoa." na relação "Fortificações nos Açores existentes em 1710".
SOUSA (1995), em 1822, ao descrever o porto da Horta refere: "(...) entre as pontas da Espalamaca a nordeste, onde há um pequeno forte (...).".
A "Relação" do marechal de campo Barão de Bastos em 1862 refere-o e informa que se encontra "Incapaz desde muitos annos". A seu respeito observa ainda: "Pode desde já considerar-se desprezado, pelo seu estado de ruina e abandono, e pela nenhuma utilidade que da sua conservação pode advir á defeza da Ilha."
A estrutura não chegou até aos nossos dias.